# کهن‌شاپرکان
کهن‌شاپرکان (نام علمی: Micropterigidae) نام یک تیره از شاخه بندپایان است.